# Labzjanka
Labzjanka (vitryska: Лабжанка) är ett vattendrag i Belarus.   Det ligger i voblasten Mahiljoŭs voblast, i den östra delen av landet, 280 km öster om huvudstaden Minsk.
Omgivningarna runt Labzjanka är en mosaik av jordbruksmark och naturlig växtlighet. Runt Labzjanka är det glesbefolkat, med 20 invånare per kvadratkilometer.